# Boyl (famiglia)
I Boyl sono stati una casata nobiliare del Regno di Sardegna, titolare quasi ininterrottamente, dal 1364 della baronia di Putifigari, divenuta marchesato nel 1757.
La casata era originaria della Spagna, dove deteneva le baronie di Santa María de Buil (da cui prese il cognome Boyl), di Huete, di Aldeas, di Benilloba, di Paterna, di Manises, di Bétera, di Xirivella, di Massanassa, di Massamagrell y Borriol, di Biel, di Alfafar, di Benetússer (Benetuser), di Paiporta y Ravissanxo. 
Secondo alcuni la casata sarebbe discesa dai visconti di Béarn. Lo storico e genealogista Mosén Jaime Febrer cita, invece, Sancho Boyl, signore di Biel, sostenendo che discendesse da Ximen Fortunio, conte d'Aragona, e che aveva ottenuto feudi dal re di Aragona per aver partecipato alla conquista del regno di Valencia. Infine, secondo Rafael Martì de Viciana la famiglia discenderebbe dal cavaliere Garcia Aznares, che nel 712, in seguito alla conquista araba della Spagna, si era ritirato nei Pirenei. Un suo omonimo discendente, signore di Gallan, sarebbe riuscito a strappare agli arabi il castello di Boyl, sopra Santa María de Buil, che ottenne in feudo, prendendo quindi il nome di Boyl nel XII secolo.

## Storia della famiglia in Spagna secondo Rafael Martì de Viciana
Il successore del capostipite, che avrebbe fatto testamento nel 1143, sarebbe stato Arnau Boyl, che avrebbe avuto due figli: Felip, che avrebbe sposato Ramoneta de Aguillan, e Garcia Boyl, che avrebbe sposato Elisenda de Mur. I figli di Garcia, Benet e Pere Boyl, avrebbero preso parte alla conquista di Valencia (1238) e avrebbero ottenuto altri feudi dal re Giacomo I d'Aragona.
Pere Boyl avrebbe sposato Isabel de Foces e suo figlio, Guerao o Grao, avrebbe sposato Sancha d'Aragona, figlia del re. Da tali nozze sarebbe nato, Pere Boyl, che sarebbe stato maggiordomo del re Giacomo II d'Aragona, avrebbe ottenuto la signoria di Manises e di Huete e sarebbe morto combattendo all'assedio di Iglesias in Sardegna (1324-1325). Avrebbe sposato Esperanza Della Scala, dalla quale avrebbe avuto due figli: Felipe sarebbe stato ammiraglio, viceré e governatore dell'isola, avrebbe sposato Teresa de Belvis e da lui discenderebbe in Spagna la linea dei Boyl baroni di Manises; il fratello Ramon avrebbe sposato Berenguera de Castellar: Il figlio di Ramon, Pere Boyl, avrebbe ottenuto nel 1364 l'elevazione a baronia del feudo di Boyl e la baronia di Putifigari per suo figlio Pietro, detto Pedruelo.

## Storia della famiglia in Sardegna
Pietro Boyl, detto Pedruelo, si trasferì in Sardegna nel XIV secolo: fu governatore di Alghero e ottenne il feudo di Putifigari dal re Pietro IV d'Aragona nel 1364, insieme al permesso di inquartare le sue armi con i pali d'Aragona. Pietro Boyl fu il capostipite della linea dei Boyl baroni di Putifigari.
Nel 1624, l'ultima discendente della famiglia, Margarita Sussarello Boyl, sposò Matteo Pilo y Ferrale, esponente della famiglia Pilo, anch'essa di origine spagnola. Il loro figlio Matteo ereditò entrambi i cognomi; i suoi discendenti continuarono comunque a usare come cognome d'uso quello di Garcia Aznares Boyl.
Dimore della famiglia Boyl sono state l'omonimo palazzo di Cagliari, fatto edificare nel 1840 da Carlos Pilo Boyl (conte di Villaflor e fratello di Vittorio Pilo Boyl), che aveva anche progettato porta Cristina, e il più antico palazzo Boyl a Milis, dove nel tempo furono ospitate personalità come Paul Valéry, Honoré de Balzac, Grazia Deledda e Gabriele D'Annunzio.
Appartennero a questa casata anche Vittorio Pilo Boyl (1778-1834), comandante capo del genio militare del Regno di Sardegna e scrittore di cose militari, e suo figlio, l'uomo politico Gioacchino Boyl.